# Station Sittard
Station Sittard is een spoorwegstation in de Nederlandse stad Sittard in de provincie Limburg.

## Gebouw

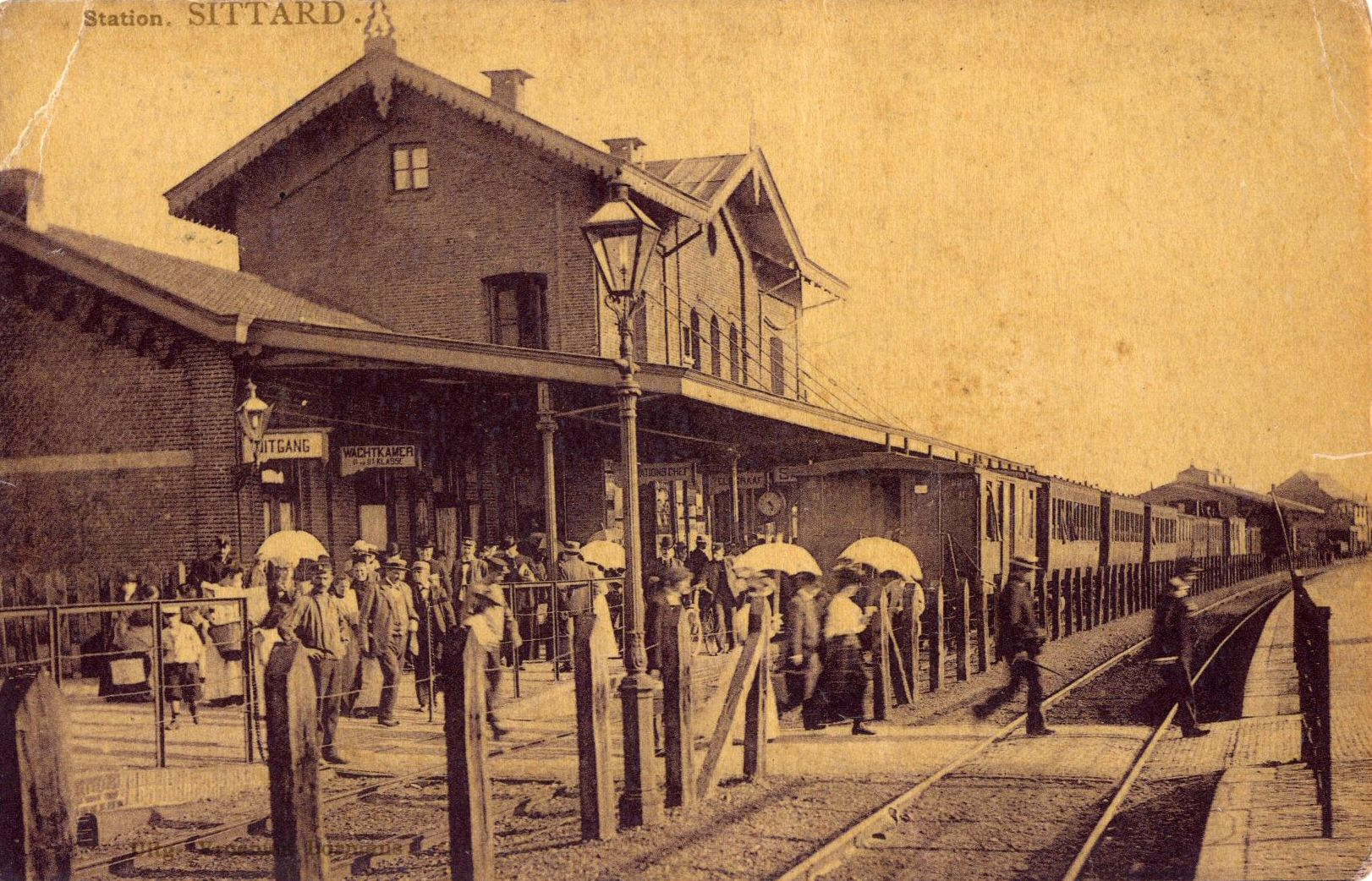
Zijaanzicht van het eerste stationsgebouw, 1900 - 1905.

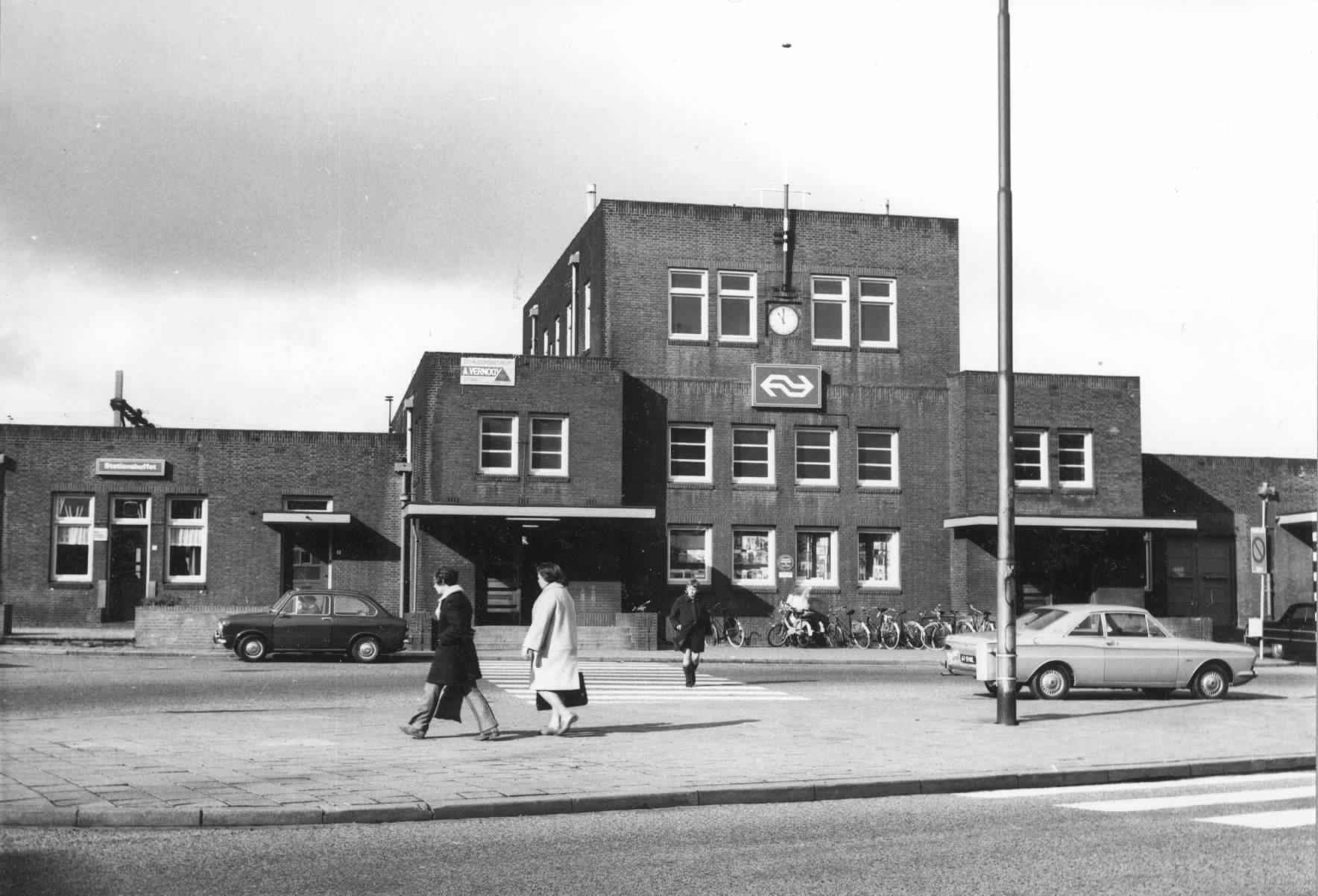
Vooraanzicht van het tweede stationsgebouw in 1970.

Het eerste stationsgebouw stamt uit 1862 en werd geopend in 1865. Het station was een Waterstaatstation van de vierde klasse en was een van de vijftien stations die ooit in deze klasse was gebouwd. Het gebouw was ontworpen door de ingenieur Karel Hendrik van Brederode. Na twee verbouwingen, waarbij het is uitgebreid, werd het in 1923 vervangen door een nieuw gebouw van de architect H.G.J. Schelling. Dit was het eerste stationsgebouw in Nederland met uitsluitend platte daken. In 1993 heeft het plaatsgemaakt voor het huidige stationsgebouw van Jan van Belkum, dat zich vooral kenmerkt door het gegolfde dak. Het station ligt exact op de 51e breedtegraad noord.
Op het station zijn kaartautomaten van de NS en Arriva en een Arriva OV Servicepunt aanwezig om vervoersbewijzen te verkrijgen. In de stationshal zijn enkele winkels gevestigd, waaronder een AH to go, bloemenwinkel, kebabzaak en een barbier. Vanuit deze hal kunnen de sporen 2 en 3 worden bereikt door een tunnel te nemen onder de sporen 1 en 2. Sporen 1 en 20 kunnen buitenom het gebouw bereikt worden. Het eilandperron van sporen 2 en 3 is overkapt. Hier is ook een 'Kiosk' stationswinkel te vinden. De sporen 1 tot en met 3 zijn opgedeeld in een a en b-gedeelte. Tussen de gedeeltes liggen kruiswissels zodat twee treinen tegelijkertijd kunnen halteren op hetzelfde spoor en elkaar kunnen passeren.

## Ligging
De beide andere stations in de gemeente Sittard-Geleen zijn Geleen Oost en Geleen-Lutterade, maar daar stoppen geen intercitytreinen. Er zijn aansluitingen in vier richtingen: In het noorden richting Roermond en Eindhoven, in het zuidwesten naar Maastricht, in het zuidoosten naar Heerlen en in het noordwesten naar Born (alleen goederen).

## OV-chipkaart
Dit station is sinds 8 juni 2016 afgesloten met OVC-poorten van NS en Arriva.

## Voor- en natransport
Bij het station zijn fietskluizen en zowel bewaakte als onbewaakte fietsenstallingen te vinden. Verder is er een taxistandplaats en een busstation met stad- en streekbussen van Arriva en internationale buslijnen van WestVerkehr naar het Duitse station Geilenkirchen en van Arriva naar het Belgische Maaseik. Auto’s kunnen geparkeerd worden in het transferium aan de westzijde (achterzijde) van het station. Het transferium wordt beheerd door Q-Park. In de eerste helft van de 20ste eeuw waren er ook twee tramlijnen: Sittard - Roermond en Sittard - Heerlen.

## Treinverbindingen
Station Sittard is een belangrijk spoorwegknooppunt. Al het treinverkeer van en naar het zuiden van Limburg passeert dit station. Staatslijn E (Spoorlijn Maastricht - Breda) heeft in Sittard een afsplitsing richting Heerlen (Spoorlijn Sittard - Herzogenrath). Tot eind 2012 werden de vleugeltreinen van en naar Maastricht en Heerlen hier gecombineerd. Anno 2021 vertrekken maximaal 14 reizigerstreinen per uur van Sittard. Ook in het goederenvervoer speelt Sittard een belangrijke rol. Alle treinen van en naar chemisch industrieterrein Chemelot gaan via Sittard. Omdat Chemelot enkel een spooraansluiting heeft in noordelijke richting moeten treinen van en naar het zuiden eerst kopmaken in Sittard. Tevens is er vanaf het emplacement een goederenspoorlijn naar Born en de havens bij Born. In de eerste helft van de 20e eeuw waren er plannen om de Geilenkirchener Kreisbahn door te trekken naar Sittard. Om politieke redenen bleef het naburige Tüddern (hemelsbreed zo'n drie kilometer van station Sittard) echter de eindhalte. Tot in de jaren negentig reden er posttreinen naar het expeditieknooppunt en postsorteercentrum van de PTT dat langs het emplacement ligt. Inclusief de perronsporen zijn er totaal 10 doorgaande sporen (waarvan 3 perronsporen) en 14 kopsporen in Sittard. 10 kopsporen (waarvan één perronspoor) zijn vanuit het zuiden te bereiken en 4 vanuit het noorden.
De volgende treinseries halteren in de dienstregeling 2025 te Sittard:
| Serie            | Treinsoort          | Route | Bijzonderheden |
| ---------------- | ------------------- | --- | --- |
| 2700             | Intercity (NS)      | Maastricht – Sittard – Roermond – Weert – Eindhoven Centraal – 's-Hertogenbosch – Utrecht Centraal – Amsterdam Centraal – Alkmaar – (Den Helder) | Rijdt van maandag t/m donderdag tot 20:00 uur tussen Alkmaar en Maastricht. Rijdt op vrijdag en in het weekend enkel tussen Alkmaar en Amsterdam Centraal. Tijdens de spits rijden 2 ritten in spitsrichting door van/naar Den Helder. Rijdt niet 's avonds na 20:00. Wordt na 20:00 uur, op vrijdag en in het weekend tussen Amsterdam Centraal en Maastricht vervangen door intercity 2900. |
| 2900             | Intercity (NS)      | Enkhuizen – Hoorn – Amsterdam Centraal – Utrecht Centraal – 's-Hertogenbosch – Eindhoven Centraal – Weert – Roermond – Sittard – Maastricht      | Rijdt van maandag t/m donderdag in de vroege ochtend en in de avonduren en rijdt van vrijdag t/m zondag de hele dag en vervangt dan Intercity 3900 tussen Enkhuizen en Amsterdam Centraal en intercity 2700 tussen Amsterdam Centraal en Maastricht. |
| 3900             | Intercity (NS)      | Enkhuizen – Hoorn – Amsterdam Centraal – Utrecht Centraal – 's-Hertogenbosch – Eindhoven Centraal – Weert – Roermond – Sittard – Heerlen         | Stopt niet in Zaandam. Rijdt in de avonduren en van vrijdag t/m zondag de hele dag enkel tussen Eindhoven Centraal en Heerlen. Wordt in de avonduren en van vrijdag t/m zondag de hele dag vervangen door intercity 2900. Rijdt van maandag t/m donderdag in de avonduren enkel tussen Sittard en Heerlen en rijdt dan 1x/uur.                                                                |
| 32400 RS 12      | Stoptrein (Arriva)  | Maastricht Randwyck – Maastricht – Sittard – Roermond                                                                                            | |
| 32500 RS 15      | Stoptrein (Arriva)  | Sittard – Heerlen | |
| Nachttrein 32710 | Nachttrein (Arriva) | Maastricht – Sittard – Eindhoven Centraal – 's-Hertogenbosch – Utrecht Centraal – Amsterdam Centraal – Schiphol Airport                          | Rijdt alleen in de nacht van vrijdag op zaterdag. |

## Busverbindingen
In de dienstregeling 2024 hebben de volgende buslijnen het busstation bij station Sittard als vertrek- en/of aankomsthalte:
| Lijn                       | Route | Exploitant                 | Opmerkingen                                        |
| Stadsbussen Sittard-Geleen | Stadsbussen Sittard-Geleen | Stadsbussen Sittard-Geleen | Stadsbussen Sittard-Geleen                         |
| -------------------------- | --- | -------------------------- | -------------------------------------------------- |
| 1                          | Sittard Station - Sittard - Baandert - Stadbroek - Vrangendael - Kemperkoul | Arriva                     |                                                    |
| 2                          | Sittard Station - Sittard Centrum - Vrangendael - Kemperkoul | Arriva                     |                                                    |
| 3                          | Sittard Station - BedrijvenStad Fortuna - (Sittard Sportzone ←) Lindenheuvel - Geleen                                                                                              | Arriva                     | Sportzone wordt alleen richting Sittard bediend    |
| 4                          | Sittard Station - Sittard Centrum - Leyenbroek - Munstergeleen - Geleen | Arriva                     |                                                    |
| Streekbussen               | |                            |                                                    |
| 16                         | Sittard Station - Limbrichterveld - Limbricht - Born - Grevenbicht - Obbicht | Arriva                     |                                                    |
| 17                         | (Sittard Station → Limbrichterveld → VDL NedCar →) Holtum → Buchten → Born → Limbricht → Limbrichterveld → Sittard Station                                                         | Arriva                     | Rijdt 's avonds vanaf Holtum                       |
| 18                         | Sittard Station → Limbrichterveld → Limbricht → Born → Buchten → Holtum (→ VDL Nedcar → Limbrichterveld → Sittard Station)                                                         | Arriva                     | Rijdt 's avonds tot Holtum                         |
| 30                         | Sittard Station - Sittard - Zuyderland Medisch Centrum - Geleen - Station Beek-Elsloo - Beek - Maastricht Aachen Airport - Meerssen - P+R Maastricht Noord - Maastricht Station    | Arriva                     |                                                    |
| 32                         | Sittard Station → BedrijvenStad Fortuna → Chemelot Campus → Urmond → Stein → Elsloo → Station Beek-Elsloo → Beek → Geleen → Zuyderland Medisch Centrum → Sittard → Sittard Station | Arriva                     | Ringlijn in één richting, tegengesteld aan lijn 33 |
| 33                         | Sittard Station → Sittard → Zuyderland Medisch Centrum → Geleen → Beek → Station Beek-Elsloo → Elsloo → Stein → Urmond → Chemelot Campus → BedrijvenStad Fortuna → Sittard Station | Arriva                     | Ringlijn in één richting, tegengesteld aan lijn 32 |
| 35                         | Sittard Station - Sittard - Overhoven - Nieuwstadt - Susteren - Roosteren - Maaseik                                                                                                | Arriva                     |                                                    |
| 36                         | Sittard Station - Sittard Centrum - Leyenbroek - Munstergeleen - Doenrade - Bingelrade - Jabeek - Schinveld - Brunssum                                                             | Arriva                     |                                                    |
| 37                         | Sittard Station - Sittard Centrum - Leyenbroek - Munstergeleen - Doenrade - Merkelbeek - Brunssum                                                                                  | Arriva                     |                                                    |
| 39                         | Sittard Station - Limbricht - Guttecoven - Einighausen - Berg aan de Maas - Urmond                                                                                                 | Arriva                     | Rijdt niet op zondag                               |
| 40                         | Sittard Station - Sittard Centrum - Leyenbroek - Munstergeleen - Doenrade - Oirsbeek - Amstenrade - Hoensbroek - Heerlen Station                                                   | Arriva                     |                                                    |
| 332                        | Sittard Station - Chemelot Campus - Beek Station | Arriva                     |                                                    |
| SB3                        | Geilenkirchen Bahnhof - Geilenkirchen - Gangelt - Süsterseel - Tüddern - Vrangendael - Sittard Centrum - Sittard Station                                                           | WestVerkehr                |                                                    |
| Schoolbussen               | |                            |                                                    |
| 616                        | Sittard Station - Limbrichterveld - Limbricht - Born - Grevenbicht - Obbicht | Arriva                     |                                                    |
| 617                        | Sittard Station → Limbrichterveld → VDL Nedcar → Holtum | Arriva                     |                                                    |
| 618                        | Holtum → VDL Nedcar → Limbrichterveld → Sittard Station | Arriva                     |                                                    |
| 632                        | Sittard Station - [ BedrijvenStad Fortuna - Sittard Sportzone ] / [ Bergerweg ] - Chemelot Campus                                                                                  | Arriva                     | Rijdt alleen in spitsrichting via Sportzone        |
| 637                        | Brunssum → Merkelbeek → Doenrade → Munstergeleen → Leyenbroek → Sittard Centrum → Sittard Station → BedrijvenStad Fortuna → Sittard Sportzone                                      | Arriva                     |                                                    |
| 639                        | Urmond → Berg aan de Maas → Einighausen → Guttecoven → Limbricht → Limbrichterveld → Sittard Station                                                                               | Arriva                     |                                                    |
| 640                        | Sittard Station → BedrijvenStad Fortuna → Sittard Sportzone | Arriva                     |                                                    |
| Vlinder                    | |                            |                                                    |
| 805                        | Sittard Station → Baandert → Kemperkoul → Centrum → Sittard Station | Arriva                     |                                                    |

## Reizigersaantallen NS
In onderstaande tabel is het gemiddelde aantal treinreizigers per dag per jaar te zien. Er zijn alleen cijfers van in- en uitstappers van NS, overstappers zijn niet meegeteld. Arriva maakt niet bekend hoeveel treinreizigers er zijn.
| Jaar | Reizigers NS per dag | Opmerkingen                                               |
| ---- | -------------------- | --------------------------------------------------------- |
| 2024 | 8.078                |                                                           |
| 2023 | 8.285                |                                                           |
| 2022 | 7.349                |                                                           |
| 2021 | 5000                 |                                                           |
| 2020 | 4668                 | plotselinge daling door coronapandemie                    |
| 2019 | 10524                |                                                           |
| 2018 | 10286                |                                                           |
| 2017 | 10698                | plotselinge daling door overname stoptreinen door Arriva. |
| 2016 | 12125                |                                                           |
| 2015 | 12110                |                                                           |
| 2014 | 12259                |                                                           |
| 2013 | 12634                |                                                           |
| 2012 | -                    | aantallen onbekend                                        |
| 2011 | -                    | aantallen onbekend                                        |
| 2010 | -                    | aantallen onbekend                                        |
| 2009 | 11748                |                                                           |
| 2008 | 10488                |                                                           |
| 2007 | 10622                |                                                           |
| 2006 | 9940                 |                                                           |
| 2005 | 9360                 |                                                           |
| 2004 | 9080                 |                                                           |

## Afbeeldingen

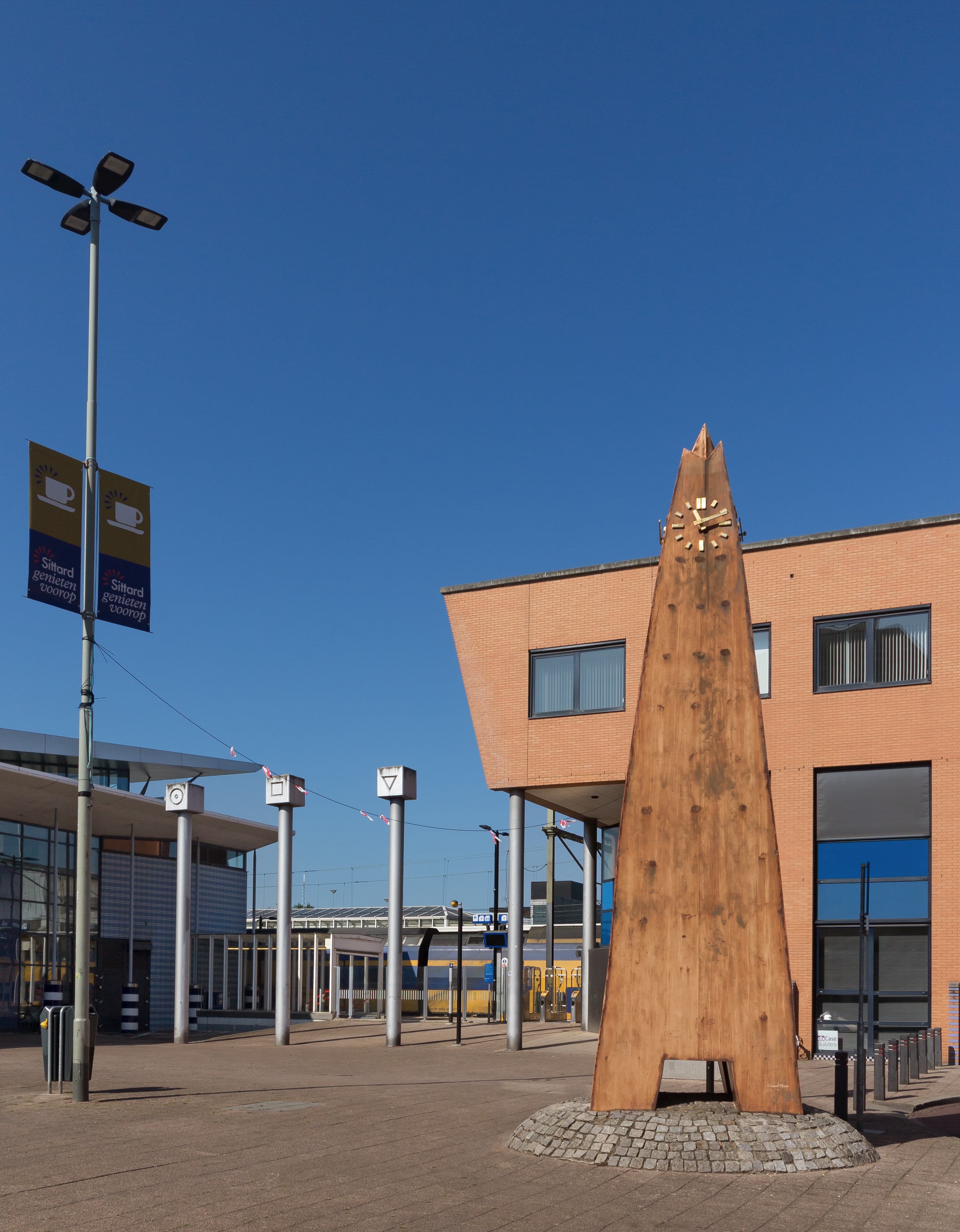
Sculptuur op het Stationsplein
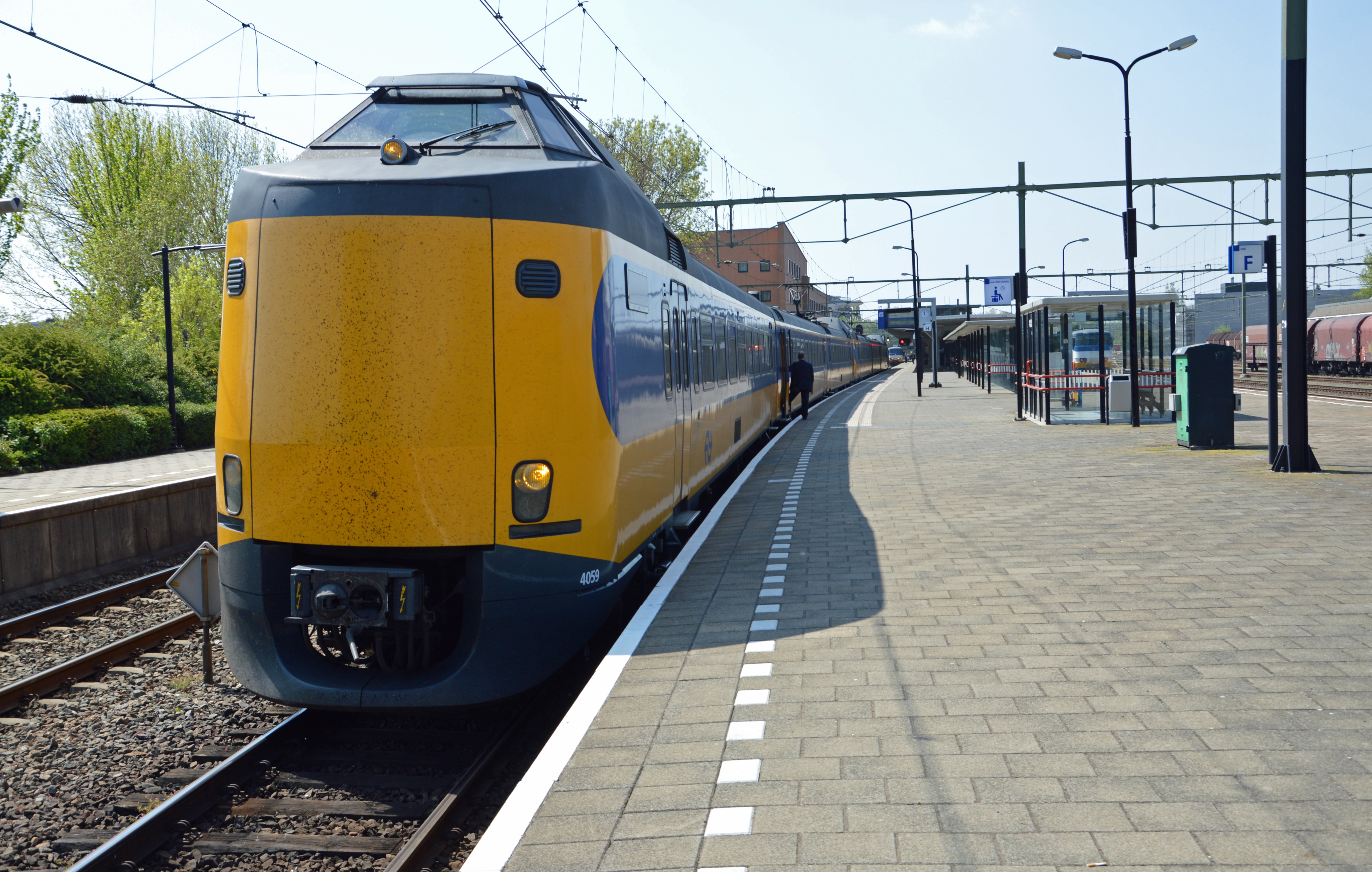
ICMm op het station
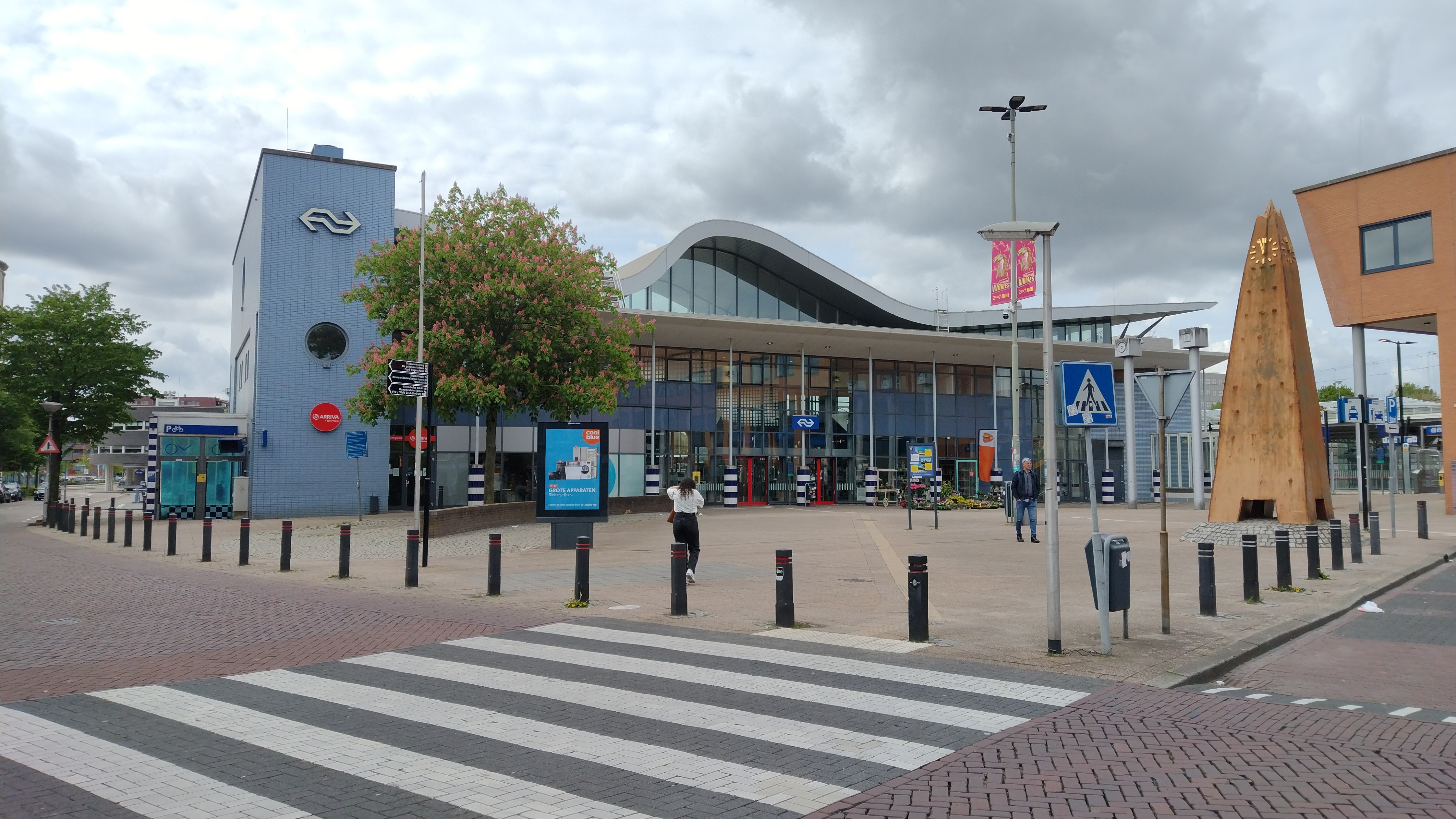
Het station in 2023
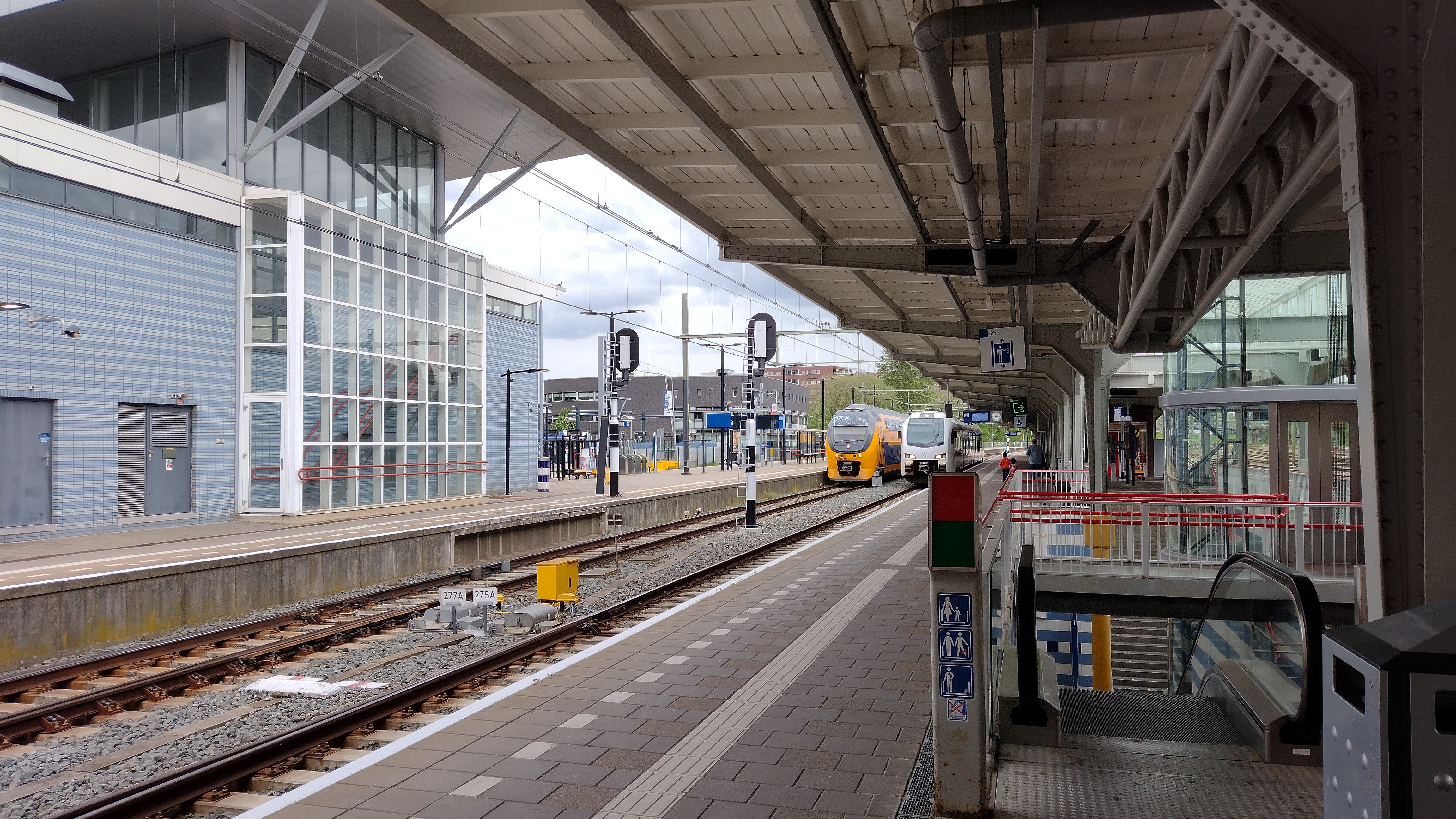
De perrons
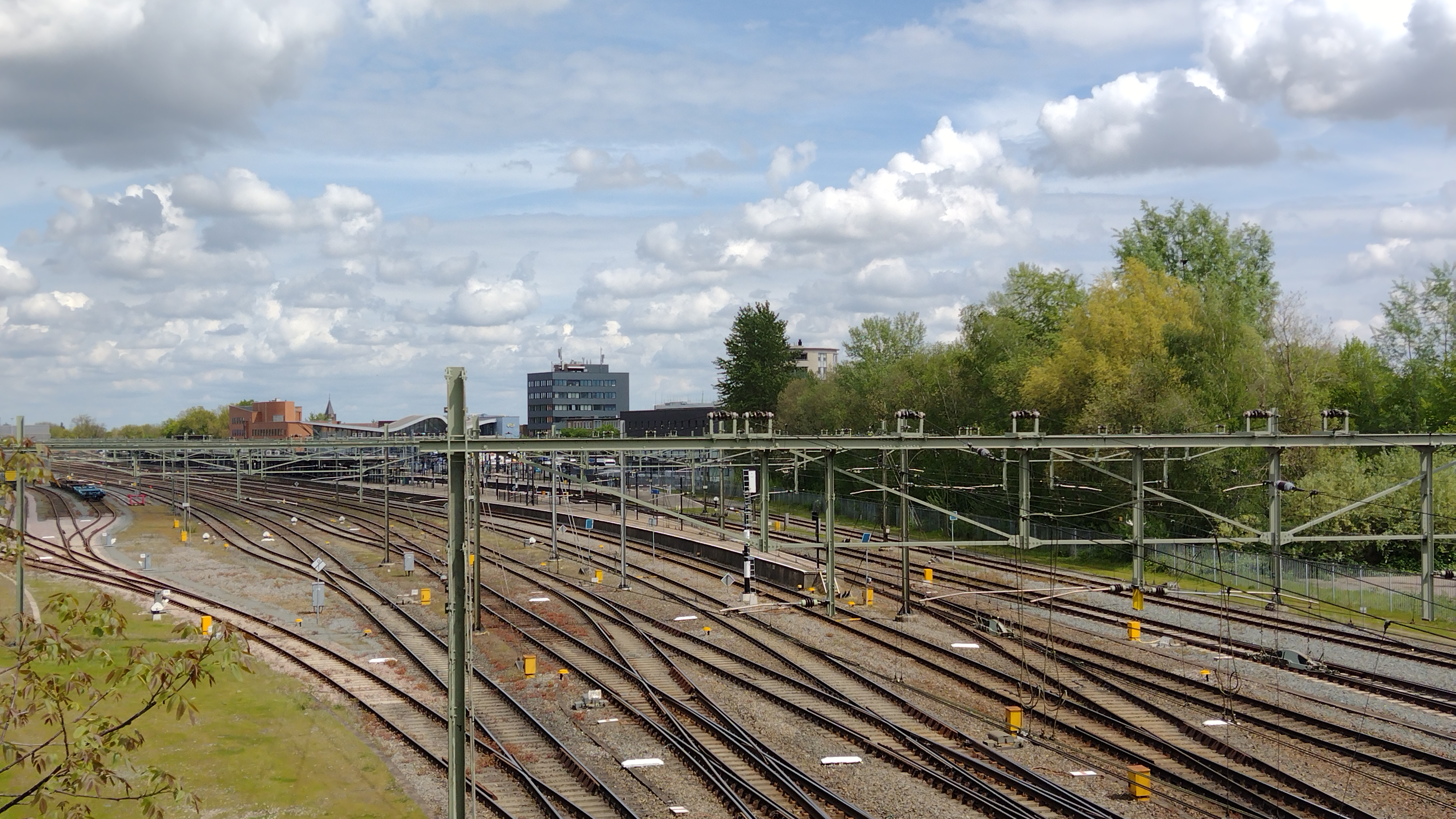
Sporen gezien vanaf de brug. Op de achtergrond de perrons

## Trivia
- Het langste perron in Nederland bevindt zich in station Sittard en is 700 meter lang.[5] Zodoende passen hier twee treinen met de gebruikelijke maximale lengte van 12 bakken (ca. 320 meter) achter elkaar. Vanwege de lengte is het perron aan spoor 2 en 3 (net zoals het iets kortere perron aan spoor 1) verdeeld in een a- en b-gedeelte. Het een-na-langste perron bevindt zich in station Amsterdam Centraal en is 5 meter korter; 695 meter.
- Het perron ligt ter hoogte van het politiebureau (iets ten zuiden van het stationsgebouw) exact op de 51e breedtegraad noord.
- Station Sittard heeft een van de hoogst genummerde perronsporen van Nederland: Het kopspoor heeft spoornummer 20.

0: Sittard · 2: Ophoven · 4: 
Geleen Oost · 7:
Spaubeek · 9:
Schinnen · 12:
Nuth · 15:
Hoensbroek · 19:
Heerlen · 20:
Heerlen de Kissel · 22:
Landgraaf · 25:
Eygelshoven Markt · 26:
Kerkrade Rolduc (Haanrade) · 27: Rolduc Lokaal · 29:
Herzogenrath
Beek-Elsloo ·
Blerick · 
Bunde · 
Chevremont · 
Echt ·
Eijsden ·
Eygelshoven ·
-Markt · 
Geleen:
-Lutterade · 
-Oost · 
Heerlen ·
-Woonboulevard ·
Hoensbroek · 
Horst-Sevenum · 
Houthem-Sint Gerlach · 
Kerkrade Centrum ·
Klimmen-Ransdaal · 
Landgraaf · 
Maastricht ·
-Noord · 
-Randwyck · 
Meerssen ·
Mook-Molenhoek ·
Nuth · 
Reuver · 
Roermond ·
Schin op Geul · 
Schinnen · 
Sittard · 
Spaubeek · 
Susteren · 
Swalmen · 
Tegelen · 
Valkenburg · 
Venlo · 
Venray ·
Voerendaal · 
Weert
Voormalige stations: zie de lijst van voormalige spoorwegstations in Limburg (Nederland)